# Gualtiero
Gualtiero  è un nome proprio di persona italiano maschile.

## Varianti
- Maschili: Gualterio[2], Gualtieri[1][2][3], Walter[1][2][3], Walther[5][3], Valter[4][5][6], Valtero[5][6], Valtere[5][6], Valterio[5][6], Waltiero[3], Valtiero[5][6]
  - Alterati: Valterino[5], Walterino[5]
- Femminili: Gualtiera[2][3], Waltera[5], Valtera[6], Valteria[5][6]
  - Alterati: Gualtierina[2], Walterina[5], Valterina[5]

### Varianti in altre lingue
- Catalano: Gualter[7], Gualteri[7]
- Croato: Valter[4]
- Danese: Walter[4], Valter[4]
- Estone: Valter[4]
- Finlandese: Valtteri[4]
- Francese: Gauthier[4], Gautier[4], Gaultier[4]
- Gallese: Gwallter[4]
- Germanico: Waldhar, Walthari, Walthar[8]
- Inglese: Walter[4]
  - Ipocoristici: Walt[4], Wat[4], Wally[4]
- Irlandese: Ualtar[9]
- Latino: Gualterius[1]
- Norvegese: Walter[4], Valter[4]
- Olandese: Wolter[4], Wouter[4]
  - Ipocoristico: Wout[10]
- Polacco: Walter[4]
- Portoghese: Guálter[4], Walter[4]
- Scozzese: Bhaltair[4], Bhatair[4]
- Sloveno: Valter[4]
- Spagnolo: Gualterio[4][7]
  - Spagnolo antico: Gutierre[7], Gaiferos[7]
- Svedese: Walter[4], Valter[4]
- Tedesco: Walter[4]

## Origine e diffusione
Deriva dal nome germanico Waldhari (o Waldhar, Walthari), tipico prima dei Longobardi, tra i quali è attestato già nel VI secolo, e poi dei Franchi; è composto dalle radici waltan (o walda, "comandare", "dominare", o "potente") e hari (o harja, "esercito", "popolo guerriero") e può essere interpretato come "comandante dell'esercito". 
In Italia, il nome è attestato già dal X secolo in Toscana, nella forma latinizzata Gualterius; la terminazione in seguito da -erius -ierus per influsso francese. Negli anni 1970 era diffuso principalmente al Nord e al Centro, mentre era più raro al Sud. 
In Inghilterra il nome venne introdotto dai Normanni nella forma Walter, che andò a soppiantare il corrispondente nome anglosassone Wealdhere: dall'Ottocento questa forma è in uso anche in Italia a fianco di Gualtiero, in minima parte come ripresa del tedesco Walther, ma principalmente come prestito dall'inglese Walter (letto però all'italiana, quindi "vàlter" e non "uòlta"), sull'onda del successo dei romanzi di sir Walter Scott, autore, tra l'altro, di Ivanhoe.
Questo nome ha inoltre la particolarità di essere uno dei pochi in italiano, insieme ad Aurelio, a contenere tutte e cinque le vocali.

## Onomastico
L'onomastico si può festeggiare in memoria di più santi, alle date seguenti:
- 23 marzo, san Gualtiero o Walter, abate di San Martino di Pontoise[12][13]
- 9 aprile, san Gaucherio o Walter, eremita e priore ad Aureil, nel Limosino[13]
- 11 maggio, san Gualtiero o Gualterio, sacerdote e abate presso Esterp (Francia), nell'XI secolo[12][13]
- 4 giugno, san Gualtiero, abate benedettino a Servigliano, nelle Marche (XIII secolo)[13][14]
- 4 giugno, san Walter, abate benedettino a Fontenelle[13]
- 22 luglio, san Gualtiero o Gualtero di Lodi, frate ospedaliero, fondò l'Ospedale di Misericordia presso Fanzago[12]

Si ricordano inoltre alcuni beati, alle date seguenti:
- 21 gennaio, beato Gualtiero di Bruges, vescovo di Poitiers[12]
- 22 gennaio beato Walter di Himmerode, cavaliere durante la terza crociata e poi monaco cistercense a Himmerode (XII secolo)[13]
- 15 marzo, beato Walter di Quesnoy, abate premonstratense a Vicogne[13]
- 10 giugno, beato Walter Pierson, sacerdote e martire a Londra nel 1537[12][13]

## Persone

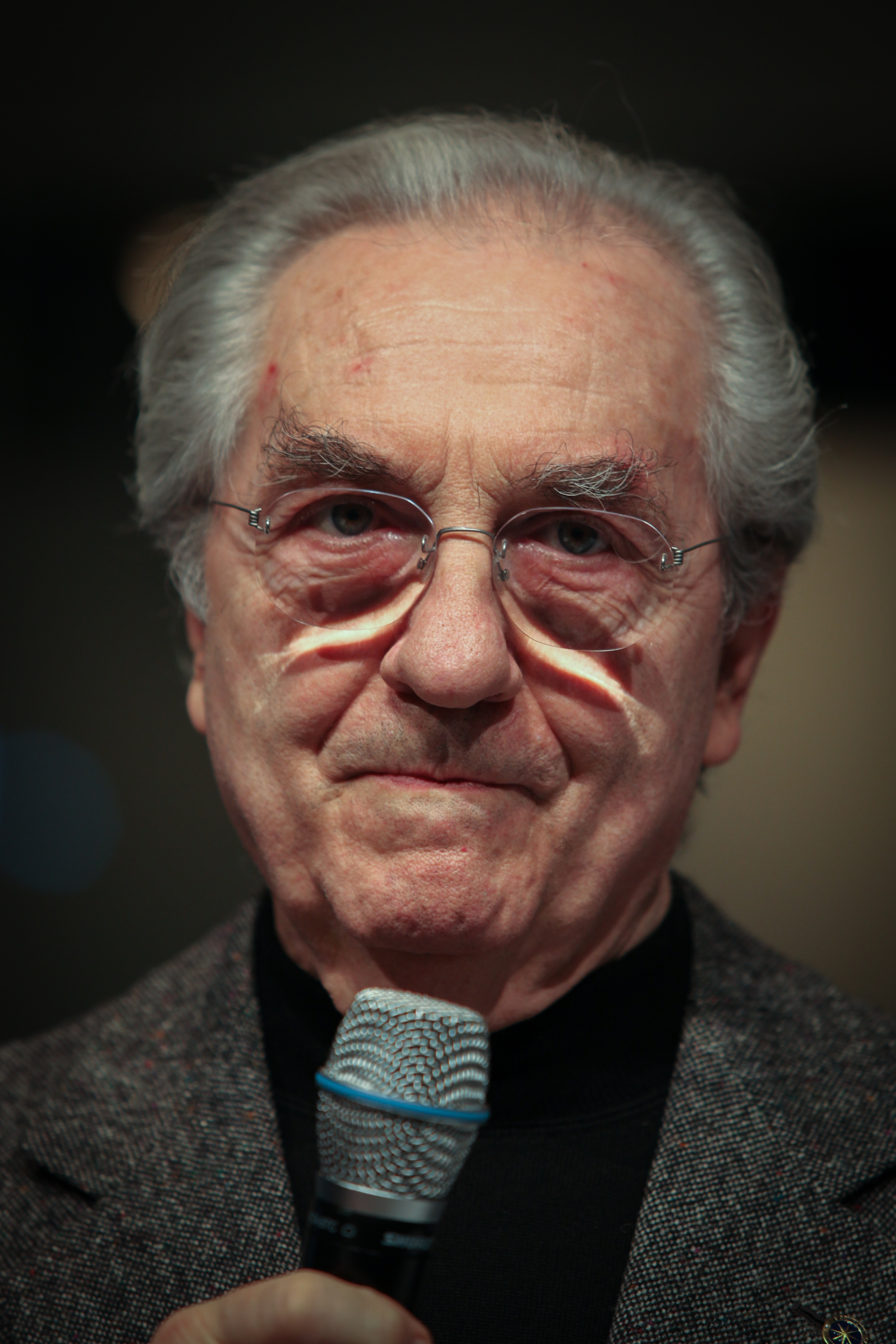
Gualtiero Marchesi

- Gualtiero di Caltagirone, nobile italiano
- Gualtiero di Châtillon, scrittore e teologo francese
- Gualtiero Bassetti, cardinale e arcivescovo cattolico italiano
- Gualtiero Bertelli, cantautore italiano
- Gualtiero Cannarsi, dialoghista e direttore del doppiaggio italiano
- Gualtiero De Angelis, attore e doppiatore italiano
- Gualtiero Jacopetti, giornalista, regista e documentarista italiano
- Gualtiero Marchesi, cuoco e ristoratore italiano
- Gualtiero Offamilio, arcivescovo italiano
- Gualtiero Tumiati, attore e regista italiano

### Variante Walter

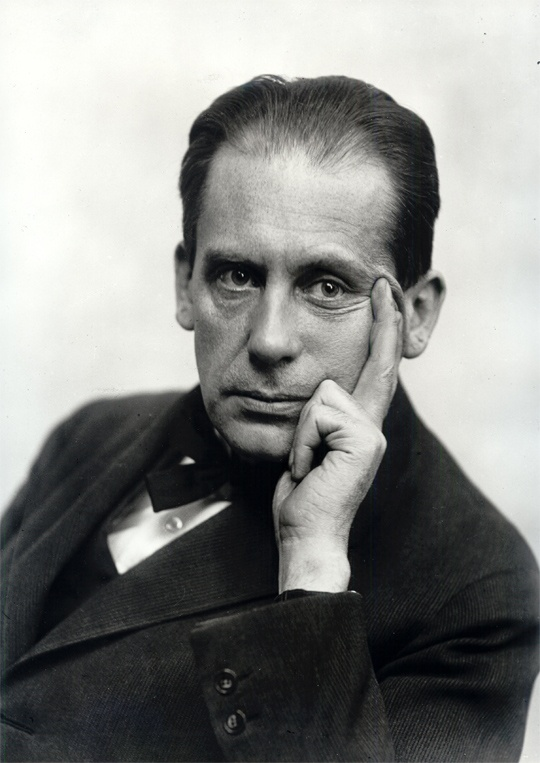
Walter Gropius

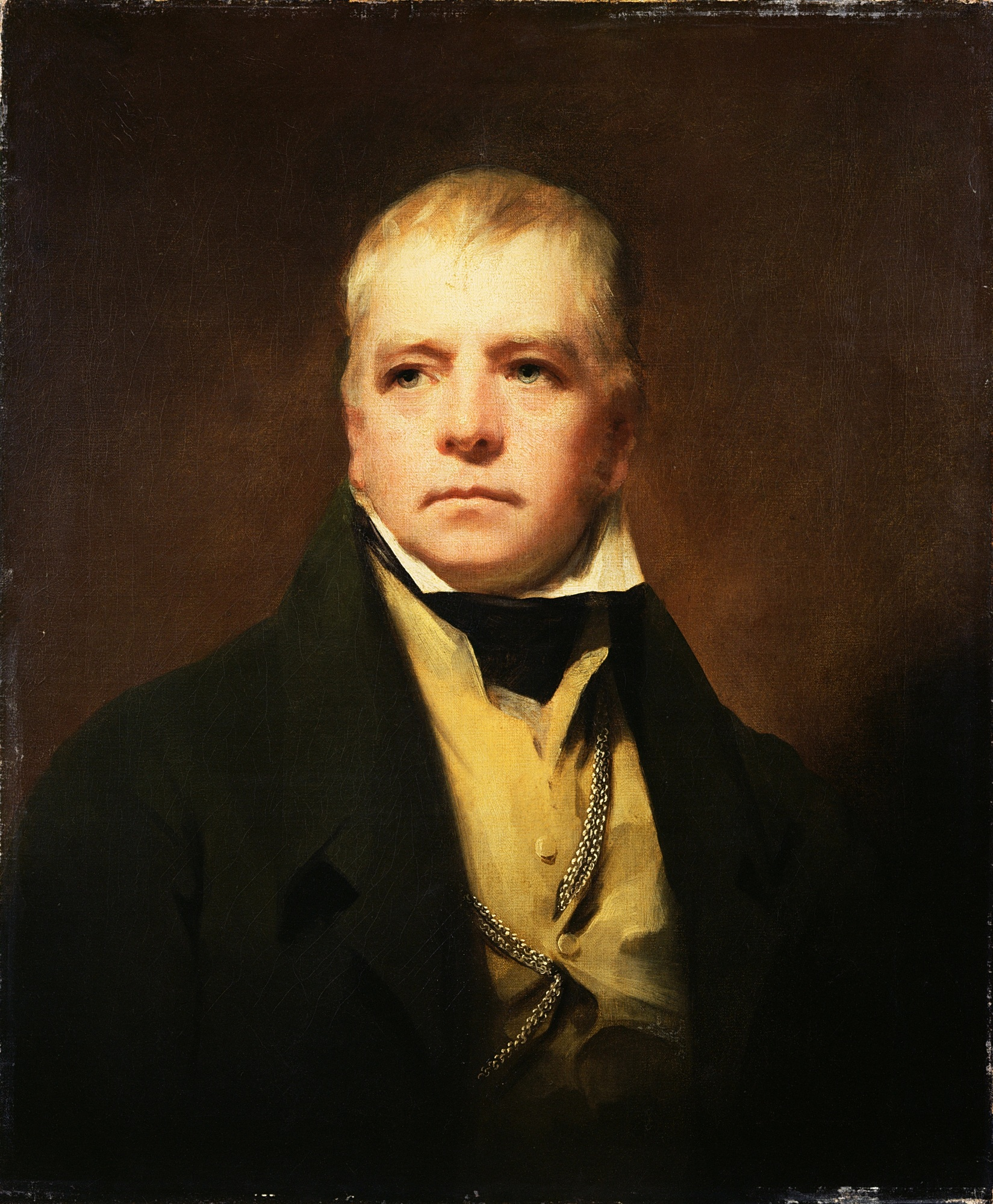
Walter Scott

Walter Zenga

- Walter Audisio, partigiano e politico italiano
- Walter Benjamin, filosofo, scrittore, critico letterario e traduttore tedesco
- Walter Binni, critico letterario, politico e antifascista italiano
- Walter Bonatti, alpinista, esploratore e giornalista italiano
- Walter Brennan, attore statunitense
- Walter Casagrande, calciatore brasiliano
- Walter Chiari, attore, comico e conduttore televisivo italiano
- Walter Chrysler, imprenditore statunitense
- Walter Hill, regista statunitense
- Walter Gropius, architetto, designer e urbanista tedesco
- Walter Matthau, attore statunitense
- Walter Mazzarri, allenatore di calcio e calciatore italiano
- Walter Model, feldmaresciallo tedesco
- Walter Novellino, allenatore di calcio e calciatore italiano
- Walter Nudo, attore, conduttore televisivo, cantautore e karateka canadese naturalizzato italiano
- Walter Raleigh, navigatore, corsaro e poeta inglese
- Walter Samuel, calciatore argentino
- Walter Scheel, politico tedesco
- Walter Scott, scrittore, poeta e romanziere scozzese
- Walter Slezak, attore austriaco naturalizzato statunitense
- Walter Tobagi, giornalista e scrittore italiano
- Walter Ulbricht, politico tedesco
- Walter Valdi, artista, cantautore e attore italiano
- Walter Veltroni, politico, giornalista e scrittore italiano
- Walter Villa, pilota motociclistico italiano
- Walter Zenga, calciatore e allenatore di calcio italiano

### Variante Walther
- Walther Bothe, fisico, matematico e chimico tedesco
- Walther Nernst, chimico tedesco
- Walther Rathenau, politico e imprenditore tedesco
- Walther von der Vogelweide, poeta austriaco
- Walther von Klingen, cantore tedesco
- Walther Wenck, generale tedesco

### Variante Walt

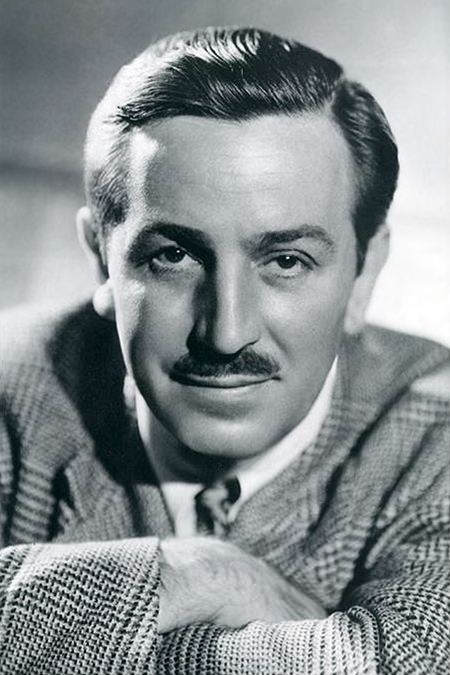
Walt Disney

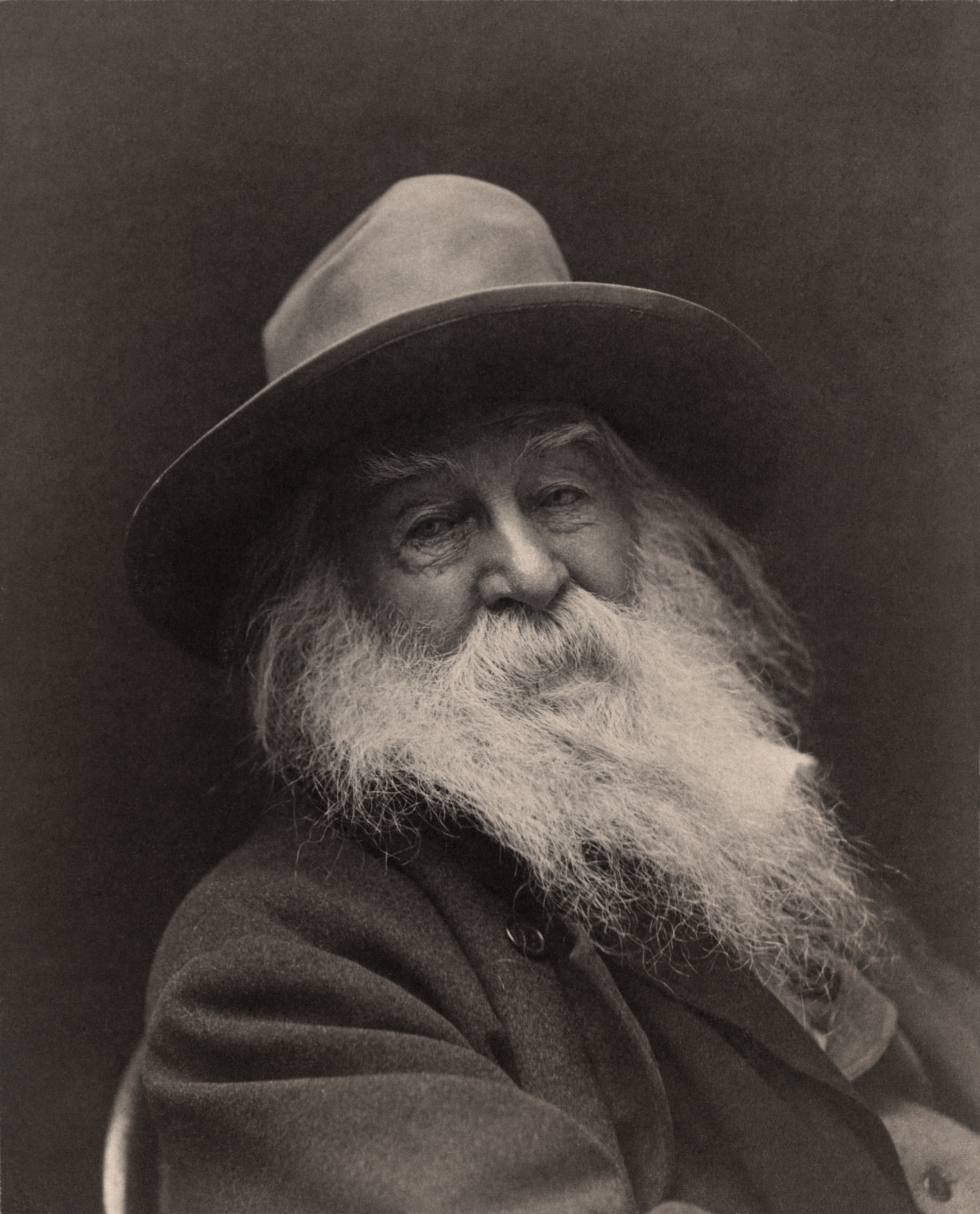
Walt Whitman

- Walt Disney, animatore, imprenditore, disegnatore, cineasta, doppiatore e produttore cinematografico statunitense
- Walt Kelly, fumettista e animatore statunitense
- Walt Rostow, economista e sociologo statunitense.
- Walt Whitman, poeta, scrittore e giornalista statunitense

### Altre varianti
- Gualtieri di San Lazzaro, scrittore ed editore italiano
- Gauthier d'Aunay, militare francese
- Valter Birsa, calciatore sloveno
- Valtteri Bottas, pilota automobilistico finlandese
- Gauthier Grumier, schermidore francese
- Valter Lavitola, imprenditore e giornalista italiano
- Gualtieri Senza Averi, nobile francese, condottiero della crociata dei poveri
- Wout Weghorst, calciatore olandese

## Il nome nelle arti
- Gualtiero è un guerriero cristiano nell'Orlando Furioso di Ludovico Ariosto.
- Gualtiero è il capo dei Pirati aragonesi nel melodramma musicato da Vincenzo Bellini Il pirata.
- Gualtiero è un personaggio dell'opera lirica di Antonio Vivaldi Griselda.
- Gualtiero è il padre di suor Angelica, la protagonista dell'omonima opera di Giacomo Puccini; è personaggio fuori scena
- Gualtier Maldè è il nome con cui il duca si presenta a Gilda nel Rigoletto, opera di Giuseppe Verdi
- Walther è il protagonista del Waltharius, un poema epico in lingua latina.
- Walter è un personaggio della serie Pokémon.
- Walter è un personaggio della serie tv Nikita.
- Walter è il personaggio principale del film Walter e i suoi cugini, in cui l'attore protagonista Walter Chiari usa il suo vero nome.
- Walter "Walt" Kowalski è il protagonista del film Gran Torino interpretato da Clint Eastwood.
- Walter Mitty è il protagonista di due film diversi ma riferiti allo stesso personaggio: Sogni proibiti del 1947 e I sogni segreti di Walter Mitty del 2013. Il titolo originale di entrambi è The Secret Life of Walter Mitty.
- Walter è un personaggio della serie tv I Cesaroni.
- Walter Bishop coprotagonista della serie televisiva Fringe.
- Walter White o Heisenberg, protagonista della serie TV americana Breaking Bad.
- Walter Beckett è un personaggio del film del 2019 Spie sotto copertura.
- Wally Wackford è un personaggio della webserie animata Helluva Boss.